# Zlín Z-23 Honza

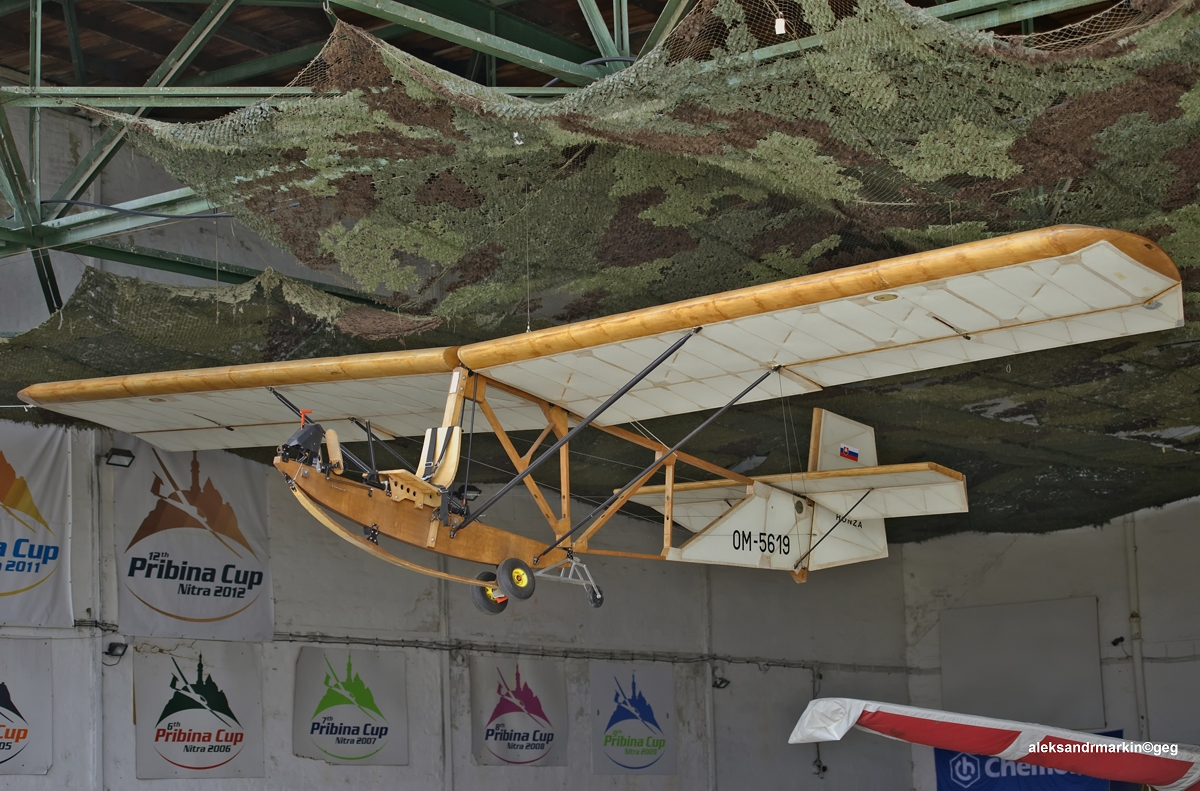
Zlín Z-23 Honza

De Zlín Z-23 Honza (Honza is een Tsjechische voornaam vergelijkbaar met het Nederlandse Jan) is een Tsjechoslowaaks hoogdekker zweefvliegtuig gebouwd door Moravan.

## Specificaties
- Bemanning: 1, de piloot
- Lengte: 6,37 m
- Spanwijdte: 10,00 m
- Vleugeloppervlak: 14,6 m2
- Leeggewicht: 95 kg
- Maximum startgewicht: 180 kg
- Maximumsnelheid: 90 km/h